# ابطيح المركز (ابطيح المركز)
ابطيح المركز هو دُوَّار يقع بجماعة أبطيح، إقليم طانطان، جهة كلميم واد نون في المملكة المغربية. ينتمي الدوّار لمشيخة ابطيح المركز التي تضم دوار واحد. يقدر عدد سكانه بـ 193 نسمة حسب الإحصاء الرسمي للسكان والسكنى لسنة 2004.

## روابط خارجية
- البوابة الوطنية للجماعات الترابية
- المندوبية السامية للتخطيط